# Cosco
Cet article possède un paronyme, voir Costco.

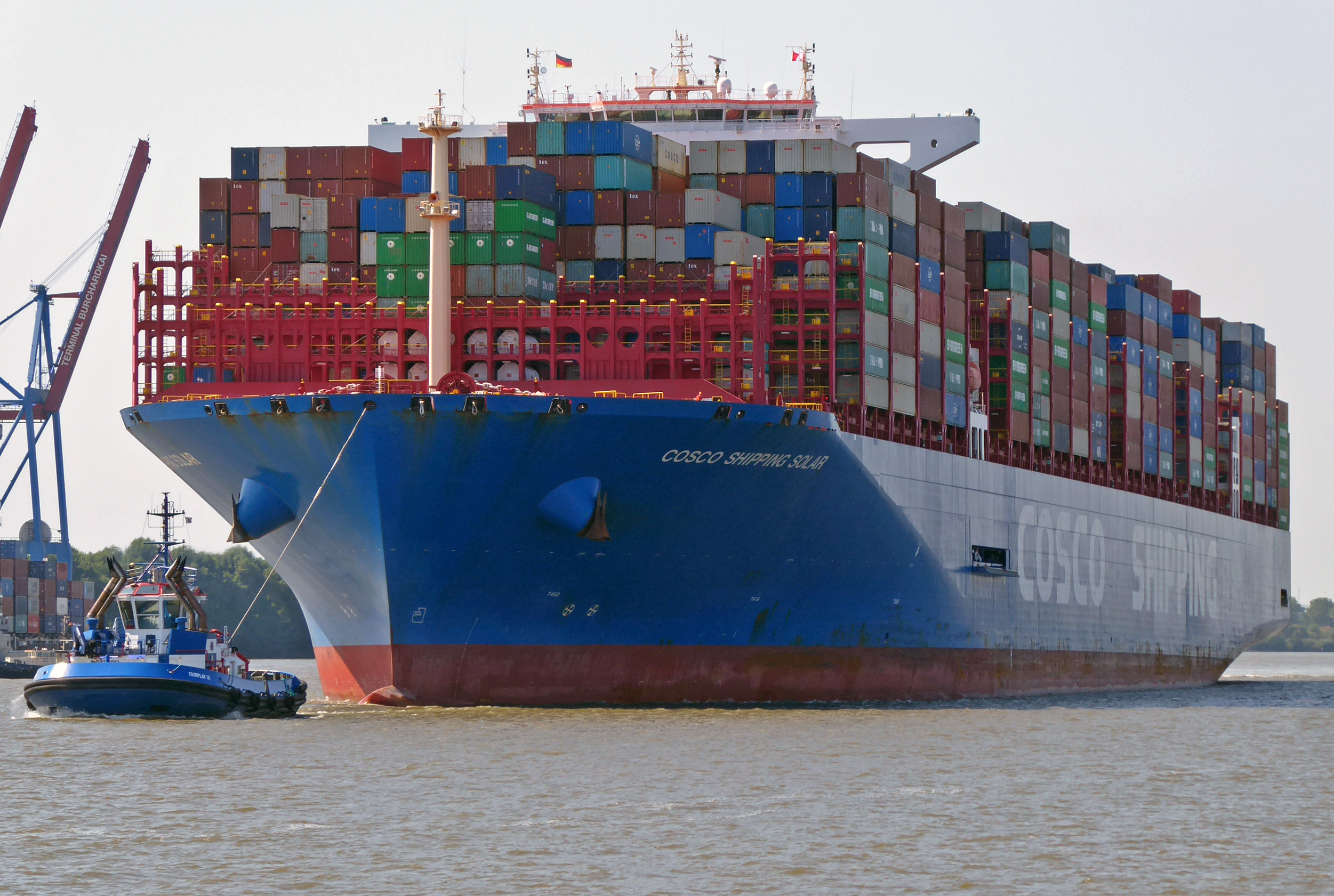
L'un des plus récents bâtiment: COSCO_Shipping_Solar baptisé en avril 2019.

Cosco Shipping, officiellement China COSCO Shipping Corporation Limited, anciennement China Cosco Holdings, est le premier armateur chinois, résultant de la fusion en 2016 de COSCO et China Shipping. La finalisation de l'achat de OOCL en juillet 2018 permet à la compagnie de ravir la troisième place d'armateur mondial de porte-conteneurs par le nombre de conteneurs transportés à la CMA-CGM, plaçant COSCO derrière Maersk et MSC. Ce dépassement sera de courte durée, CMA-GCM réussissant à reprendre sa place de troisième. Le 16 novembre 2023, COSCO possédait 488 porte-conteneurs avec une capacité totale de 3 039 776 EVP représentant 10,9 % de parts de marché.
Entreprise publique de la république populaire de Chine, son siège se situe dans le district de Xicheng, à Pékin.

## Histoire
En décembre 2015, les autorités chinoises acceptent la fusion entre Cosco et China Shipping Group (CNSHI). En février 2016, la fusion est actée, sous le nom de China Cosco Shipping Corporation (COSCOCS), créant l'un des plus grands armateurs au monde présent dans le transport de conteneurs, mais aussi d'hydrocarbures ou de vrac. En octobre 2016, la nouvelle entité serait en discussion pour poursuivre la fusion en restructurant les chantiers navals des deux anciennes compagnies sous une nouvelle structure unique.
En juillet 2017, Cosco annonce l'acquisition d'Orient Overseas Container Line (OOCL) pour 6,3 milliards de dollars, lui permettant de devenir le 3ᵉ armateur mondial de porte-conteneur. Après la fusion effective (juillet 2018), COSCO précise que OOCL continuera de fonctionner de manière indépendante.

## Activité
Le groupe comprend de nombreuses filiales cotées, fournissant des services de logistique, de construction et de réparation navale, de manutention portuaire, de construction de conteneur, etc. Le groupe possèderait au total environ 550 navires tous transports confondus, en étant le plus grand armateur de vrac de Chine.
Cosco a obtenu la concession d'une partie de l'exploitation du port de marchandises du Pirée en Grèce. En 2016, Cosco achète cette exploitation.